# Richard S. Prather
Pour les articles homonymes, voir Prather.
Richard S. Prather, né le 9 septembre 1921 à Santa Ana en Californie et mort le 14 février 2007, est un écrivain américain de roman policier. Il utilise à quelques reprises les pseudonymes David Knight et Douglas Ring.

## Biographie
Pendant sa jeunesse, Richard S. Prather exerce le métier de pompier. Lors de la Seconde Guerre mondiale, il est mécanicien dans la marine marchande américaine de 1942 à 1945.  À la fin du conflit, il travaille quelques années, en tant que civil, sur une base californienne de la US Air Force, puis se consacre entièrement à l’écriture à partir de 1949. 
Dès son premier roman, Un strapontin au paradis (Case of the Vanishing Beauty, 1950) apparaît le héros récurrent Shell Scott, détective privé très baraqué (1,85 m pour 90 kilos) qui a autrefois servi dans la marine marchande, tout comme son créateur. Personnage très populaire aux États-Unis, où ses aventures se sont vendues à plus de 40 millions d’exemplaires, il a la particularité d'avoir perdu un bout de son oreille à la Bataille d'Okinawa, ce qui n'amoindrit en rien son sens de l'humour caustique et son goût prononcé pour les jeunes femmes bien roulées, car le personnage « dégage une grande joie de vivre ». La célébrité de ce héros fait en sorte qu'un magazine de nouvelles policières porte son nom, le Shell Scott Mystery Magazine, de février à novembre 1966. Shell Scott est le héros de 32 romans et de quelques nouvelles. 
En 1959, Prather écrit avec Stephen Marlowe, Double in Trouble dans lequel figure les héros des deux auteurs, Shell Scott et Chester Drum.
Un différend entre Prather et son éditeur pousse le créateur de Shell Scott à cesser d'écrire pendant une décennie à partir de 1975.
Il reçoit en 1986 le Lifetime Achievement Award des Private Eye Writers of America et est membre à deux reprises du conseil d’administration du Mystery Writers of America.
Un roman posthume de Richard S. Prather est publié en 2011.

## Œuvre

### Romans

#### SérieShell Scott
- Case of the Vanishing Beauty (1950) Publié en français sous le titre Un strapontin au paradis, Paris, Gallimard, coll. « Série noire » no 105, 1951 ; réédition, Paris, Gallimard, coll. « Carré noir » no 105, 1973
- Bodies in Bedlam (1951) Publié en français sous le titre On ne pardonne plus, Paris, Gallimard, coll. « Série noire » no 128, 1952
- Everybody Had a Gun (1951) Publié en français sous le titre Un beau carton, Paris, Gallimard, coll. « Série noire » no 145, 1952 ; réédition, Paris, Gallimard, coll. « Carré noir » no 77, 1972
- Find This Woman (1951) Publié en français sous le titre Scott trouve la femme, Paris, Presses internationales, coll. « Inter-Police » no 29, 1960
- Dagger of Flesh (1952) Publié en français sous le titre Ordre de tuer, Paris, Éditions de Trévise, coll. « Le Cachet » no 25, 1962
- Darling, It's Death (1952)
- Way of a Wanton (1952) Publié en français sous le titre Scott se débauche, Paris, Presses internationales, coll. « Inter-Police » no 92, 1963
- Pattern for Panic (1952), signé du pseudonyme David Knight, réédité en 1958 sous le titre The Scrambled Yeggs Publié en français sous le titre Scott joue et gagne, Paris, Presses internationales, coll. « Inter-Police » no 18, 1960
- Ride a High Horse (1953), réédité en 1956 sous le titre  Too Many Crooks Publié en français sous le titre Pas un poil de sec, Paris, Gallimard, coll. « Série noire » no 208, 1954
- Always Leave 'em Dying (1954) Publié en français sous le titre Scott chez les fous, Paris, Presses internationales, coll. « Inter-Police » no 40, 1961
- Pattern for Panic (1954), aussi titré Pattern for Murder
- Strip for Murder (1955) Publié en français sous le titre Scott chez les nudistes, Paris, Presses internationales, coll. « Inter-Police » no 35, 1960
- The Wailing Frail (1956) Publié en français sous le titre Scott chez les filles, Paris, Presses internationales, coll. « Inter-Police » no 75, 1962
- The Deadly Darling (1957)
- Slab Happy (1958) Publié en français sous le titre Scott fait du cinéma, Paris, Presses internationales, coll. « Inter-Police » no 47, 1961
- Take a Murder, Darling (1958) Publié en français sous le titre Scott mène la danse, Paris, Presses internationales, coll. « Inter-Police » no 78, 1962
- Over Her Dear Body (1959) Publié en français sous le titre De la poudre et des bals !, Paris, Éditions de Trévise, coll. « Le Cachet » no 17, 1961
- Double in Trouble (1959), en collaboration avec  Stephen Marlowe
- Dance with the Dead (1960) Publié en français sous le titre Scott à Hawaï, Paris, Presses internationales, coll. « Inter-Police » no 85, 1963
- Dig That Crazy Grave (1961) Publié en français sous le titre Du pétard dans le catafalque, Paris, Gallimard, coll. « Série noire » no 784, 1963
- Shell Scott's Seven Slaughters (1961)
- Kill the Clown (1962) Publié en français sous le titre Drôle de cible, Paris, Inter-Presses, coll. « Tonnerre » no 4, 1965
- Dead Heat (1963)
- Joker in the Deck (1964)
- The Cockeyed Corpse (1964) Publié en français sous le titre Drôles de ballets, Paris, Inter-Presses, coll. « Tonnerre » no 1, 1964
- The Trojan Hearse (1964)
- Dead Man's Walk (1965)
- Kill Him Twice (1965)
- The Meandering Corpse (1965)
- The Kubla Khan Caper (1966)
- Gat Heat (1967)
- The Cheim Manuscript (1969)
- Kill Me Tomorrow (1969)
- The Shell Scott Sampler (1969)
- Dead-Bang (1971)
- The Sweet Ride (1972)
- The Sure Thing (1975)
- The Amber Effect (1986)
- Shellshock (1987)
- The Sleeper Caper (2009), court roman posthume
- The Death Gods (2011), publication posthume

#### Autres romans
- Lie Down, Killer (1952), court roman
- The Peddler (1952), signé Douglas Ring
- Dragnet: Case No. 561 (1956), signé David Knight

### Recueils de nouvelles

#### SérieScott Shell
- Have Gat - Will Travel (1957)
- Three's a Shroud (1957)

### Nouvelles

#### SérieShell Scott
- The Best Motive (1953), aussi titré Death's Head Publié en français sous le titre Squelettes dans la danse, Paris, Édition Opta, Suspense no 4, juillet 1956
- Murder's Strip Tease (1953)
- The Sleeper Caper (1953) Publié en français sous le titre Course à la mort, Paris, Édition Opta, Suspense no 12, mars 1957 ; réédition sous le titre En tombant de sommeil, dans le recueil Sacrés Privés !, Paris, Pocket, coll. « Le Livre noir du crime » no 3702, 1991  (ISBN 2-266-04206-8)
- Hot-Rock Rumble (1953), aussi titré Hard Rock Rumble
- The Double Take (1953)
- Squeeze Play (1953)
- Butcher (1954)
- Blood Ballot (1954)
- Crime of Passion (1954), aussi titré The Barbecued Body
- Code 197 (1955)
- Nudists Die Naked (1955) Publié en français sous le titre Les nudistes meurent nus, Paris, Éditions Opta, Alfred Hitchcock magazine no 145, juin 1973
- Trouble Shooter (1956)
- Too Many Girls (1956), aussi titré The Live Ones Publié en français sous le titre Comme s'il en pleuvait, Paris, Roger Martin, Hard Boiled Dicks no 11, 1985 ; réédition dans le recueil Black Label, Paris, Éditions de l'Instant, coll. « L'Instant noir » no 17, 1987  (ISBN 2-86929-081-0)
- The Case of the Three Wild Blondes (1957), aussi titré Dead Giveaway
- Kill the Clown (1957)
- Babes, Bodies and Bullets (1958)
- Film Strip (1960)
- The Da Vinci Affair (1966)
- The Bloodshot Eye (1966)
- Gun Play (1966)
- The Cautious Killers (1966)

#### Autres nouvelles
- The Build-Up (1956)
- The Spirit of the Convention (1956)
- The Rival Act (1957), cette nouvelle serait apocryphe Publié en français sous le titre Le Coup du rival, Paris, Éditions Opta, Suspense no 24, mars 1958

## Sources
- Claude Mesplède (dir.), Dictionnaire des littératures policières, vol. 2 : J - Z, Nantes, Joseph K, coll. « Temps noir », 2007, 1086 p. (ISBN 978-2-910686-45-1, OCLC 315873361), p. 566
- Claude Mesplède et Jean-Jacques Schleret, SN, voyage au bout de la Noire : inventaire de 732 auteurs et de leurs œuvres publiés en séries Noire et Blème : suivi d'une filmographie complète, Paris, Futuropolis, 1982, 476 p. (OCLC 11972030), p. 300
- Claude Mesplède, Les années "Série noire" : bibliographie critique d'une collection policière, vol. 1 : 1945-1959, Amiens, Editions Encrage, coll. « Travaux » (no 13), 1992 (ISBN 978-2-906389-34-2)
- Claude Mesplède, Les années "Série noire" : bibliographie critique d'une collection policière, vol. 2 : 1959-1966, Amiens, Editions Encrage, coll. « Travaux » (no 17), 1993, 4 p. (ISBN 978-2-906389-43-4)